# République de Californie
14 juin – 9 juillet 1846
(25 jours)
Entités précédentes :
- État des Californies

Entités suivantes :
- États-Unis ( Californie)

La république de Californie (en espagnol : República de California et en anglais : California Republic), aussi appelée la république du Drapeau à l'ours (en espagnol : República de la bandera del oso et en anglais : Bear Flag Republic), fut le résultat d'une rébellion menée par des Américains le 14 juin 1846 dans la ville de Sonoma contre les autorités de la province semi-autonome de Haute-Californie.
L'existence de cette république dura moins d'un mois. Les responsables mexicains s’inquiétaient de la guerre à venir avec les États-Unis, ainsi que de l’afflux croissant d’Américains en Californie. La rébellion a été secrètement encouragée par l'armée américaine et le capitaine de l'U.S. Army, John Charles Frémont, qui avait fait circuler les rumeurs d'une action militaire imminente contre des pionniers par le gouvernement mexicain pour encourager la révolte.
Un groupe de trente-trois hommes surgit dans le centre de Sonoma, hissa un drapeau orné d'un ours et d'une étoile (le drapeau à l'ours, ou Bear Flag) pour symboliser la nouvelle république californienne, indépendante du Mexique. L'événement est parfois nommé la « révolte du drapeau à l'ours » (Bear Flag Revolt) à la suite de l'usage de la bannière, qui deviendra par la suite (avec quelques modifications) le drapeau officiel de l'État de Californie, en 1911.
Le gouvernement de Haute-Californie fut dissous et remplacé par un gouvernement républicain dirigé par William B. Ide.
Les armées de Zachary Taylor et de Winfield Scott finirent par vaincre les Mexicains après la fin de la guerre américano-mexicaine, et occupèrent Sonoma puis toute la république de Californie.
Le gouvernement républicain signa le traité de Guadalupe Hidalgo le 2 février 1848, avec le Mexique et les États-Unis. Le Mexique dut ainsi céder un vaste territoire aux États-Unis (désigné sous le nom de cession mexicaine), tandis que la Californie fut occupée par les Américains puis annexée avant de devenir l'État de Californie.

## Contexte

### Gouvernance de la Haute-Californie
En 1845, la Haute-Californie est en grande partie délaissée par le gouvernement du Mexique pendant les vingt-cinq années qui ont suivi la guerre d'indépendance. Elle a évolué pour devenir une région semi-autonome, avec un gouvernement régional indépendant du gouvernement central de Mexico. La région s'auto-gère et prend de plus en plus d'indépendance vis-à-vis du gouvernement mexicain.
La Haute-Californie est dirigée par des gouverneurs en chef qui sont également commandant suprême des armées du territoire. Depuis sa création, les gouverneurs conservateurs se disputent souvent le pouvoir. En 1845, le gouverneur en chef, Manuel Micheltorena, est destitué par l'armée. Son successeur, le général José Castro, est contesté par la majorité conservatrice qui se révolte dans le Sud. La révolte, partie de San Luis Obispo, est menée par l'ancien gouverneur Pío Pico, qui renverse Castro. Ce dernier se réfugie dans le Nord et conteste la politique conservatrice.

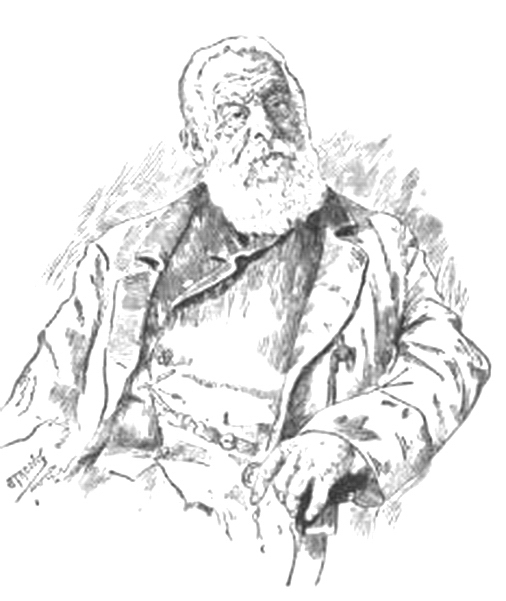
Pío Pico, gouverneur en chef de Haute-Californie.

Pico et Castro se détestent personnellement et intensifient leurs disputes sur le contrôle définitif de la Haute-Californie.
À la fin de 1845, des rumeurs circulent, selon lesquelles le gouvernement mexicain aurait envoyé des troupes afin de chasser le gouverneur Pico, écarter Castro et mettre fin à l'autonomie de la région. Ces informations fausses provoquent un sentiment patriotique au sein de la population, qui réclame l'indépendance totale.

### Révolte
En 1846, les Américains, en guerre contre le Mexique, profitent de la crise et font circuler des rumeurs selon lesquels le gouvernement mexicain souhaite annexer la région et lui retirer tout pouvoir. William B. Ide, un indépendantiste, écrit avoir reçu un message écrit non signé le 8 juin 1846 : « Nous notifions par la présente qu'un important corps de Mexicains armés à cheval, comptant jusqu'à 250 hommes, a été aperçu et qu'ils se rendent dans la vallée de Sacramento, détruisant les récoltes, incendiant des maisons et chassant le bétail. Le capitaine John Charles Frémont invite tous les hommes libres de la vallée à se rendre immédiatement à son camp au Butts et espère mettre à terme l'avancée ennemie. »
Ide et d'autres indépendantistes se rendent au camp de Frémont, mais sont mécontents de l'absence de plan spécifique et de leur incapacité à obtenir de Frémont une promesse d'aide définitive.
Devant le manque de résultats du côté mexicain et américain, les partisans de Ide appellent à l'insurrection contre le gouvernement régional. Ils décident de s'emparer de Sonoma pour empêcher les régionalistes de rassembler leurs troupes vers San Francisco.
Avec plusieurs armes et du matériel militaire stockés près de Sonoma, le groupe d'insurgés, conduits par Ide, obtient des négociations avec le gouverneur en chef Mariano Guadalupe Vallejo, successeur de Pío Pico,.
Le gouverneur accepte l'organisation d'un vote populaire au sujet du maintien ou non du gouvernement régional de Haute-Californie.
Mais cette promesse ne retient pas les indépendantistes qui, le 14 juin 1846, prennent la ville de Sonoma, mettent fin au gouvernement régional, et proclament l'indépendance.

## République

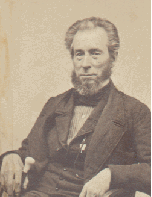
William B. Ide, président de la république de Californie.

Drapeau de la République californienne.

William B. Ide a écrit, dans la nuit du 14 au 15 juin 1846, une proclamation annonçant et expliquant les raisons de la révolte :
« À toutes les personnes, citoyens de Sonoma, leur demandant de rester en paix et de poursuivre leurs occupations légitimes sans craindre d'être agressées.
Le commandant en chef des troupes assemblées à la forteresse de Sonoma donne son engagement inviolable à toutes les personnes vivant en Californie qui ne sont pas retrouvées sous les armes de ne pas être dérangées dans leur personne, leurs biens ou leurs relations sociales par des hommes placés sous son commandement.
Il déclare également solennellement que son objet est : Premièrement, se défendre lui et ses compagnons d'armes invités à se rendre dans ce pays par une promesse de terres sur lesquelles s'installer avec des familles à qui un "gouvernement républicain" avait été promis, qui, à leur arrivée en Californie se sont même vu refuser le privilège d'acheter ou de louer des terres à leurs amis qui, au lieu d'être autorisés à participer ou à être protégés par un "gouvernement républicain", ont été opprimés par un "despotisme militaire", qui a même été menacé, par "Proclamation" de l'officier en chef dudit despotisme, avec extermination s'ils ne voulaient pas quitter le pays, laissant tous leurs biens, leurs armes et leurs bêtes de somme, et ainsi privés des moyens de fuite ou de défense. Nous devions être conduits à travers les déserts, habité par des Indiens hostiles à une destruction certaine. Renverser un gouvernement qui s'est emparé des biens de la mission pour son agrandissement individuel ; qui a ruiné et opprimé honteusement le peuple laborieux de Californie par ses énormes exactions sur les produits importés dans ce pays ; est le but déterminé des hommes courageux qui sont associés sous son commandement.
En second lieu, il déclare solennellement son objet : inviter tous les citoyens pacifiques et bons de la Californie qui sont favorables au maintien de l'ordre et de l'égalité des droits (et je les invite par la présente à se rendre rapidement à mon camp de Sonoma), pour nous aider à établir et à perpétuer un "gouvernement républicain" qui garantisse à tous : la liberté civile et religieuse ; qui doit détecter et punir le crime ; qui encouragera l'industrie, la vertu et la littérature ; qui laissera sans entraves par Fetters, Commerce, Agriculture et Mécanisme.
Il déclare en outre qu'il s'appuie sur la rectitude de nos intentions ; la faveur du Ciel et la bravoure de ceux qui lui sont liés et qui lui sont associés, par le principe de la conservation de soi ; par l'amour de la vérité ; et par la haine de la tyrannie pour ses espoirs de succès.
Il déclare qu’il croit qu’un gouvernement qui veut être prospère et heureux dans sa tendance doit avoir pour origine un peuple favorable à son existence. Que ses citoyens soient ses gardiens, ses officiers sont ses serviteurs et sa gloire leur récompense.
-  William B. Ide, quartier général de Sonoma, 15 juin 1846 »

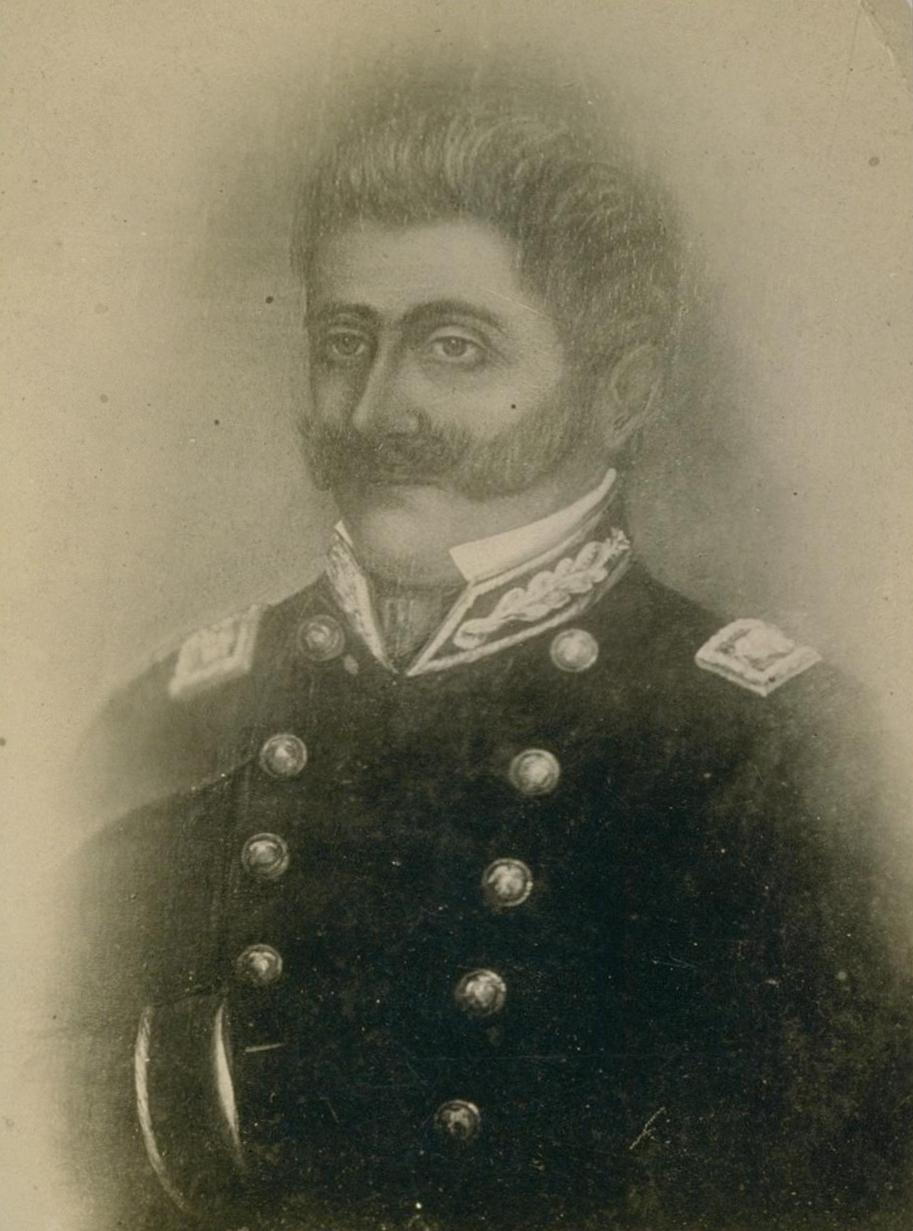
Le général José Castro.

Les partisans de Ide mettent en place le nouveau gouvernement et organisent des élections qui confirme Ide dans ses fonctions de président de la République. Le gouverneur en chef, Mariano Guadalupe Vallejo, a été contraint de déposer les armes et de reconnaître le nouveau régime républicain.
Le gouvernement mexicain, refusant de reconnaître l'indépendance, envoie des troupes qui se rallient sous la bannière de l'ancien gouverneur en chef, José Castro, qui réclame la gouvernance et la Restauration du gouvernement régional semi-autonome.
En pleine guerre américano-mexicaine, le régime est contraint de choisir son camp. Déjà en guerre contre l'armée de Castro, allié aux mexicains, le président William B. Ide choisit de soutenir le capitaine de l'U.S. Army, John Charles Frémont, qui fait la guerre aux mexicains. 

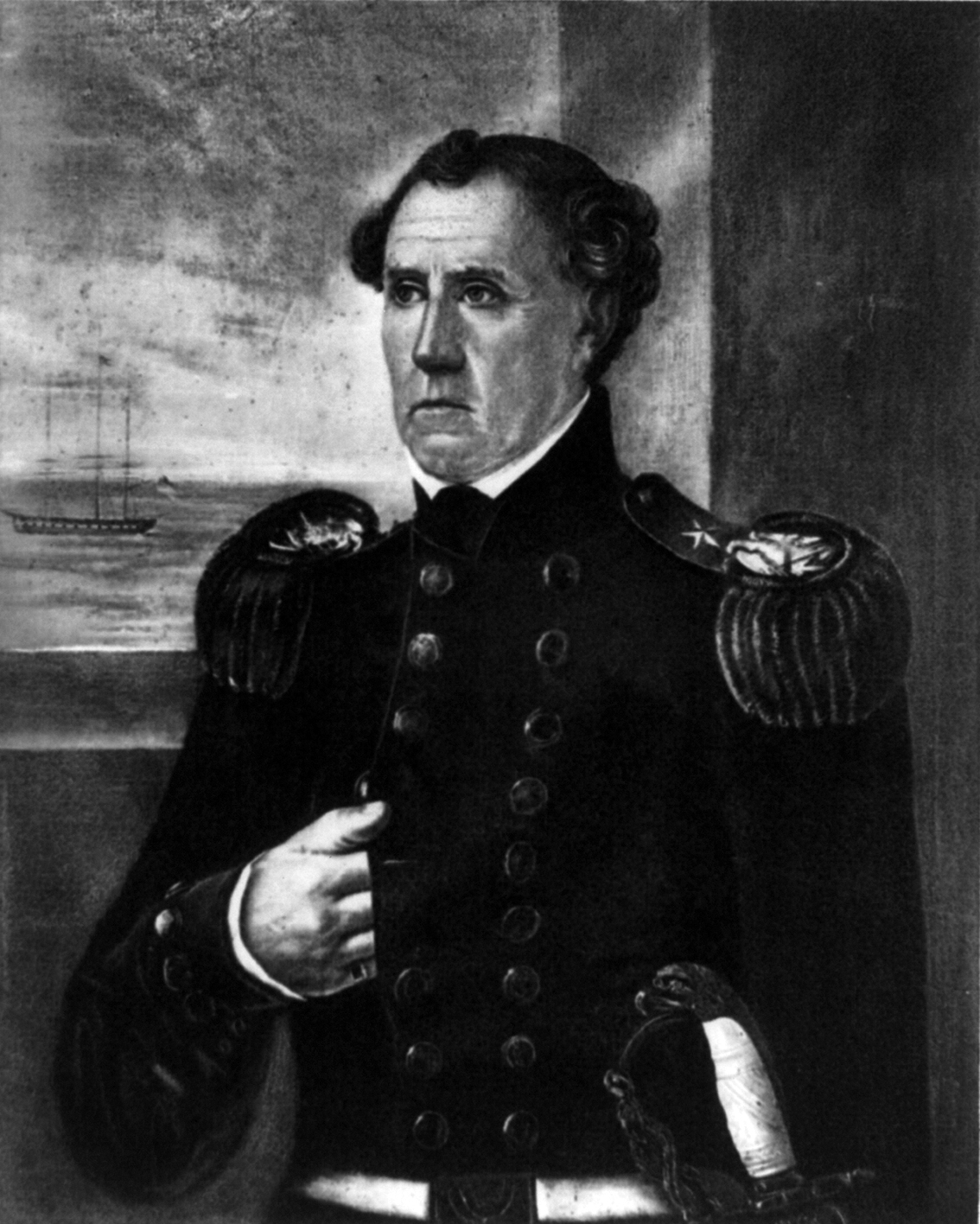
Le commandant John Drake Sloat, premier administrateur américain de Californie.

Mais certains membres du gouvernement républicain refusent de s'allier aux américains et une crise gouvernementale éclate au sein de l'administration présidentielle. Le président américain, James K. Polk, écrit au président Ide et demande à faire participer la république de Californie aux futures négociations après la fin de la guerre. Mais, plusieurs membres du gouvernement ayant pris part à l'opposition anti-américaine, Ide est contraint de renoncer aux négociations et met fin à l'entente avec les États-Unis.
Le gouvernement américain autorise alors les armées de Zachary Taylor et de Winfield Scott, qui ont vaincu les Mexicains, à franchir les frontières de la Californie.
Avec une armée réduite et divisée, la république est rapidement défaite et contrainte de négocier lors du traité de Guadalupe Hidalgo.

## Fin de l'indépendance
Après la cession mexicaine, la république est occupée par les troupes américaines de John Drake Sloat. Celui-ci administre la Californie au nom du gouvernement américain et abolit le régime républicain. Le président William B. Ide est destitué et contraint de reconnaître l'occupation américaine.
En 1851, cinq ans après l'annexion, la Californie est élevée au rang d'État de Californie et se voit munie d'une chambre représentative et de plusieurs représentants. Certains anciens républicains ont accepté l'adhésion, d'autres, anti-américains, ont préféré s'exiler au Mexique.